# Armborst

Armborst med stock av valnöt och ben, 1500-tal, Livrustkammaren.

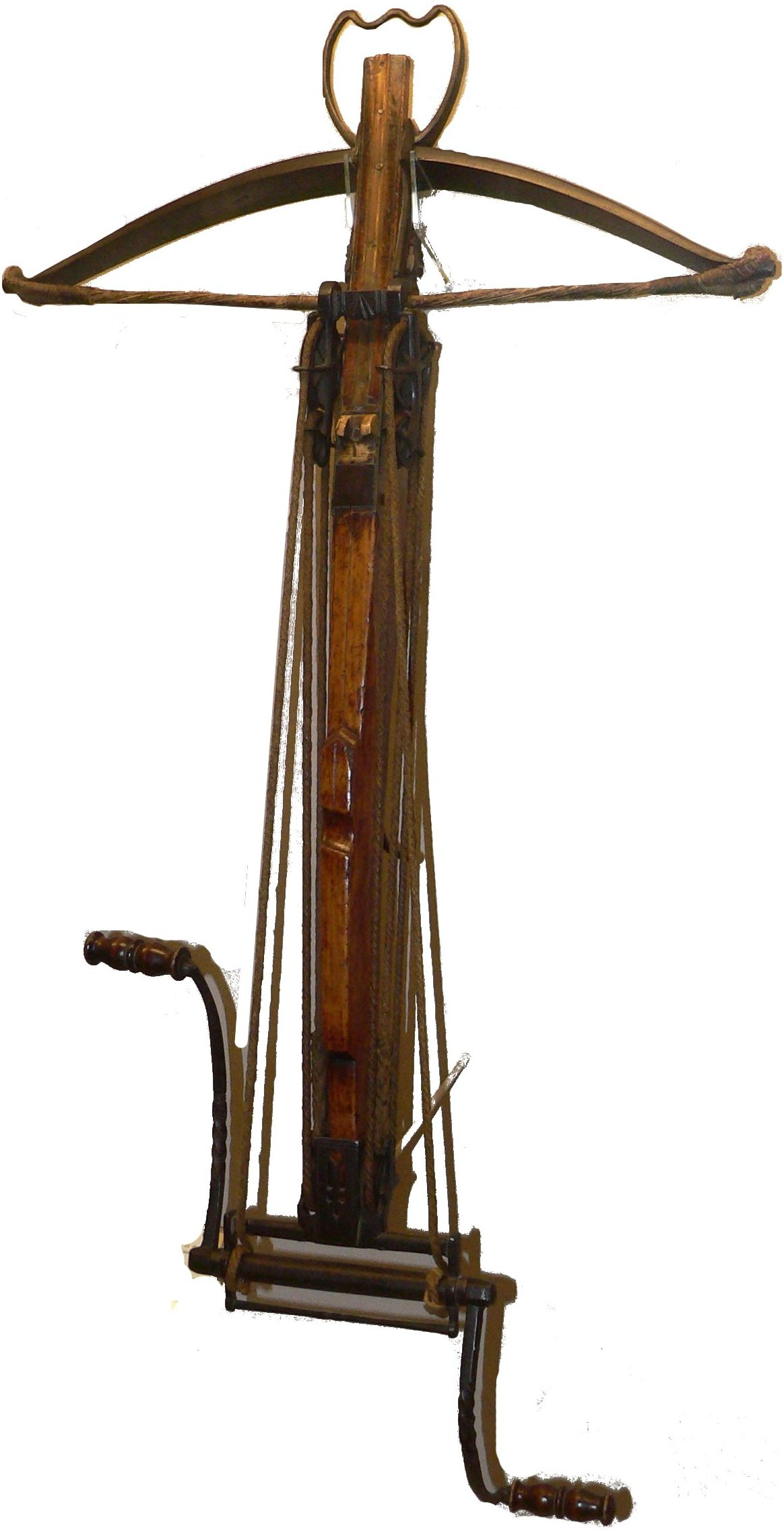
Äldre armborst, Slottsmuseet i Morges, Schweiz.

Målskjutningsarmborst från 1646. Från Drottning Kristinas rustkammare

Armborst, även pilbössa och låsbåge (antonym: handbåge), är ett mycket gammalt mekaniskt skjutvapen som användes både i Östasien och Europa för över tvåtusen år sedan. Armborst består av en skaftad pilbåge med en låsmekanism för avfyrande av pilar, vilka oftast var betydligt kortare än vanliga pilar för handbågar eller, i senare varianter av vapnet, även kulor. Tack vare den större spännkraften hos armborstet har pilarna mycket större genomslagskraft än en pil från en traditionell pilbåge avlossad på samma håll. Armborsten har en kortare draglängd än pilbågen, för att kompensera den kortare draglängden har armborsten större spännkraft. Armborst har även större träffsäkerhet. Däremot är tiden för laddning längre och man kan därför avlossa pilarna betydligt snabbare med handbåge än med armborst.

## Konstruktion
Ett armborst består av en båge som monterats vinkelrätt i änden på en så kallad stock. Vapnet tillverkades från början helt i trä. Bågen spändes genom att man satte fötterna på denna på var sin sida om stocken, samt drog strängen till sig med båda händerna längs stocken och fäste den i ett lås. Med hjälp av en avtryckare frigjordes den spända strängen när vapnet avfyrades. På stockens ovansida fanns nedsänkt en halvrund pilränna. Vid skjutning lade man antingen bakändan av armborststocken på eller mot axeln eller stack in den i armvecket. 
Konstruktionen förbättrades under 1100- och 1200-talen, då träbågen ersattes av en så kallad "hornbåge". Den tillverkades av skikt av hornskivor eller hornremsor och lager av senor. Bågens kärna kunde utgöras av ett långt hornstycke och kortare skenor av fiskben eller barder från val. En hornbåge var lättare och betydligt kortare än en träbåge med samma spännstyrka. För att spänna strängen använde skytten i regel en krok som han hade fastsatt i sitt bälte. När man efter hand gjorde armborstbågarna kraftigare och styvare krävdes mekaniska anordningar i form av hävstänger eller vindspel för att spänna bågsträngen.
Armborstet förbättrades ytterligare på 1400- och 1500-talen. Avfyringsmekanismen gjordes i metall och bågar av stål började användas. Maximal skottvidd var cirka 350–400 meter, men i praktiken var ett normalt skotthåll cirka 90 meter. Pilarna var vanligtvis korta och tjocka med tung järnspets. Pilar av trä kunde vara cirka 35–40 centimeter långa med en 6–7 centimeter lång järnspets men en mängd andra olika piltyper förekom. Skäktan var en piltyp med bred spets som i krig, enligt Olaus Magnus, mest användes mot hästarna.
Spännanordningar för armborst:

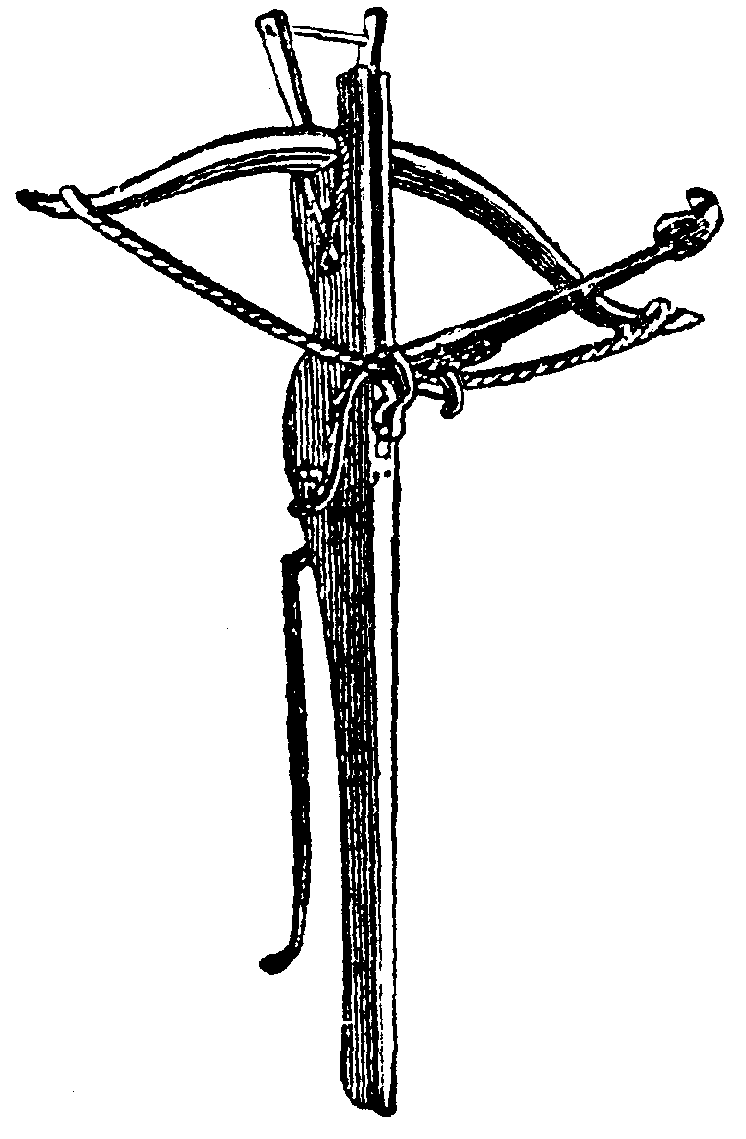
Getfot
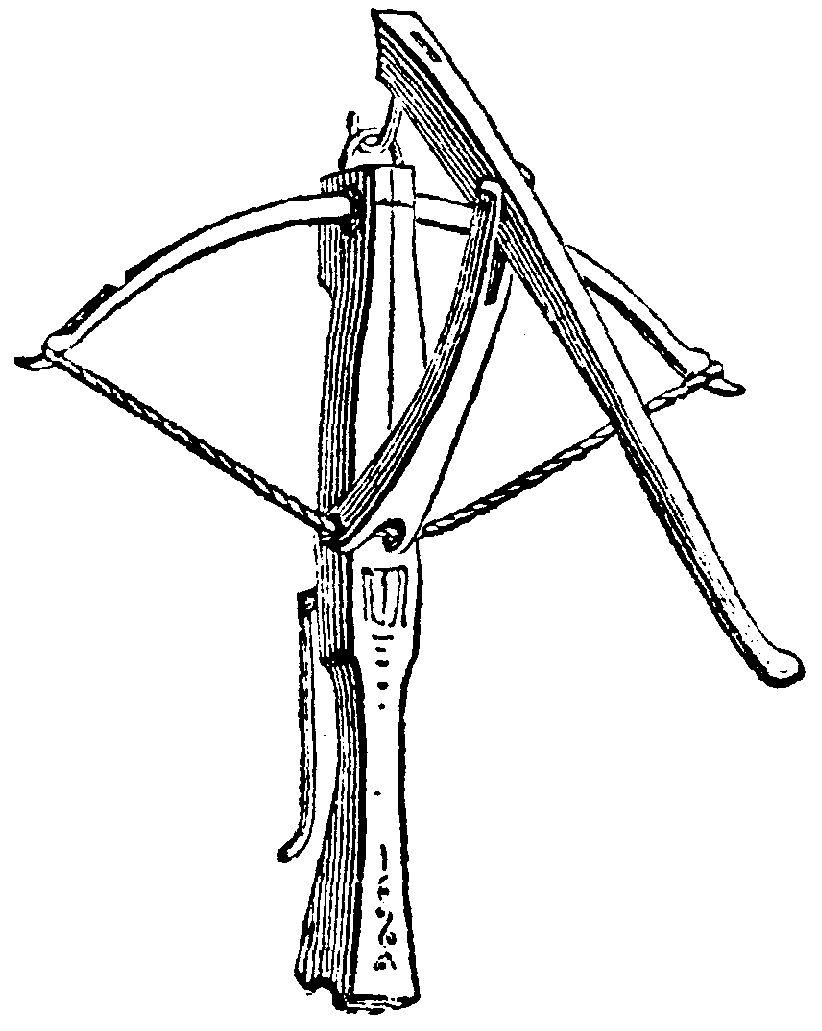
Hävarmsspännare
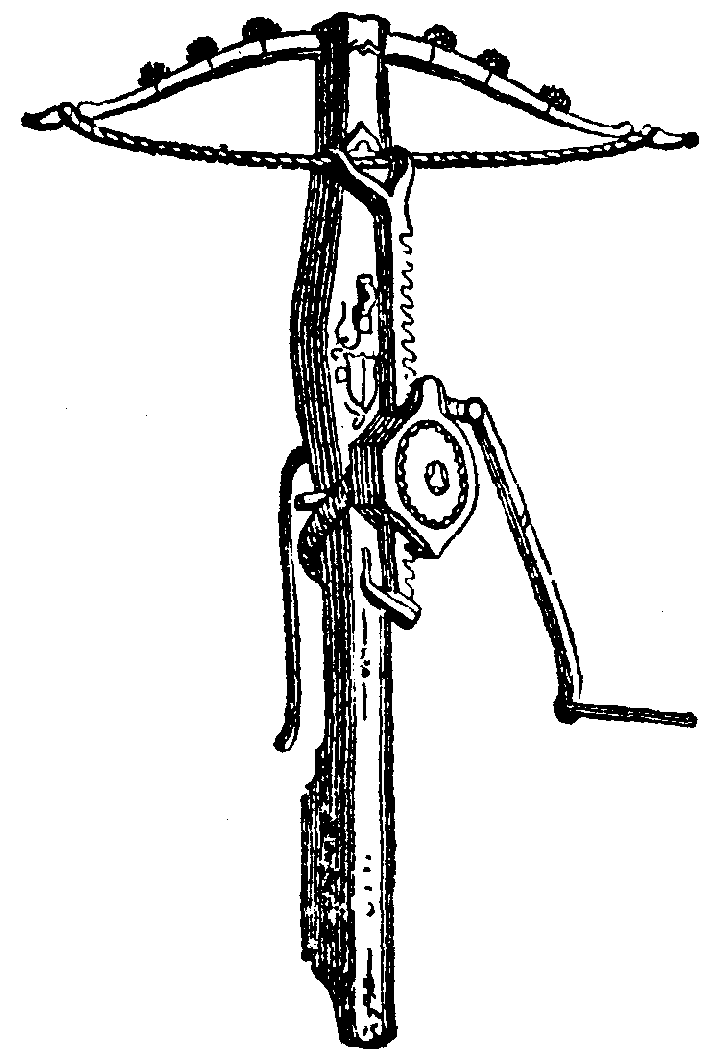
Stålbågekran
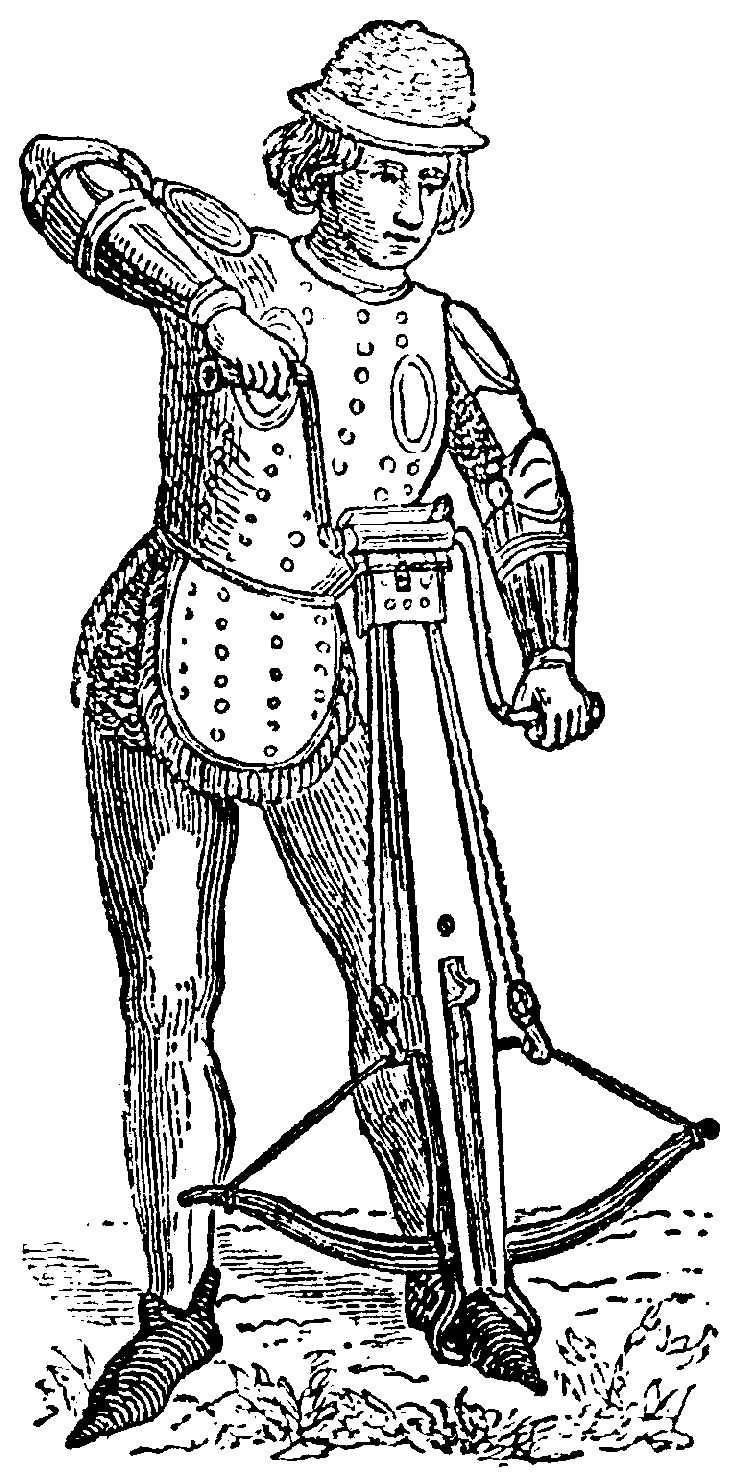
Engelsk vinda

### Spännkraft
De starkaste armborsten från medeltiden hade en spännkraft på 1200 lbs, cirka 566 kg, medan en engelsk långbåge på den tiden kunde ligga på 245 lbs (cirka 111 kilo). Armborstet har en draglängd på cirka 5 tum, medan långbågen har en draglängd på 30 tum, men båda levererar 145 joule ren energi. För att kompensera den låga draglängden har man ökat spännkraften i armborstet istället.[källa behövs]

## Historia
Utanför Europa har armborst sedan mycket gammal tid använts i Kina där det för första gången (på 300-talet f.Kr.) nämns i källor och i stora delar av östra Asien. Till västra Afrika har vapnet kommit i jämförelsevis sen tid. Afrikanska armborst tycks aldrig ha utnyttjats för tyngre projektiler utan enbart använts för jakt.
Det europeiska armborstet har troligen utvecklats ur de i gamla Grekland och Rom använda och för pilar avsedda kastmaskinerna. De lättare varianterna av dessa maskiner påminner mycket om armborst. Pilskjutande gillertyper kan också ha varit förebilder för de tidigaste armborsten. På reliefer i Frankrike från 300-talet finns armborst avbildade och ser ut att vara jaktvapen. Armborst för krigsbruk, "arcubalistae", har använts i den romerska hären vid samma tid. Först på 900-talet omnämns uttryckligen armborst uppträda i västra Europa. Under första korståget gjorde armborstskyttar stor insats vid belägringen av bland annat Jerusalem. Före korstågen var armborst okända av araberna.
Man vet inte säkert när armborstet kom till Skandinavien, men i Jomsvikingarnas saga berättas att handbågar och låsbågar användes i slaget vid Hjörungsvåg 986. Låsbåge var åtminstone i Norge på 1100- och 1200-talen ett vanligt namn på armborst.

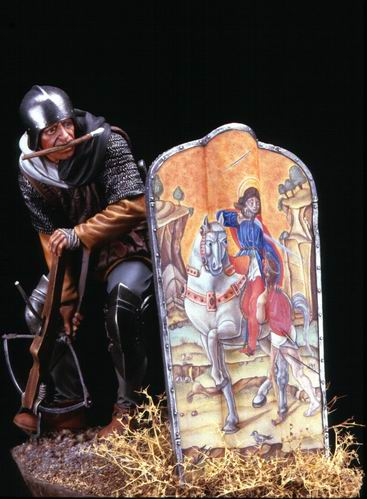
Armborstskytt som spänner bågen bakom en träsköld

Riddarna betraktade armborstet med förakt därför att till och med gemene man kunde möta dem i strid vilket ansågs vara under riddarens värdighet. Vapnet betraktades emellertid också med fruktan eftersom det gjorde fotsoldaten farlig. Som skydd mot armborstpilarna klädde de sig i tunga rustningar; även deras hästar skyddades med bepansring. Kyrkan ansåg att armborstet var en djävulens uppfinning. Konciliet i Rom 1139 påbjöd att armborst inte fick användas mot kristna utan endast mot kättare och hedningar. Påbudet hade liten efterlevnad och inte ens i sina egna arméer kunde påvarna utrota armborstet.
På 1300-talet var armborst det vanligaste och viktigaste skjutvapnet för krig och jakt i Europa. I Sverige tycktes vapnet då endast ha använts i städerna och av yrkeskrigarna. Först under 1400-talet var armborstet ett vanligt vapen hos de svenska bönderna.
Armborstet i Europa var ursprungligen ett militärt vapen. Efter att det under 1500-talet successivt undanträngts av handeldvapnen förblev det i bruk hos bönderna eftersom det var ett effektivt jaktvapen. Det krävdes inte heller lika mycket träning att använda armborstet för att uppnå samma precision som med pilbågen. I strid lyckades dock armborstet aldrig konkurrera ut långbågen, som genom sin kombination av räckvidd, kraft och snabbhet i omladdningen överträffade armborstet.
Vid pälsdjursjakt användes armborsten ända in på 1900-talet då det kunde förses med bluntpilar eller så kallade ekorrpilar. I stället för spets hade de en klump som bedövade djuren utan att förstöra pälsen.

## Armborstskytte idag

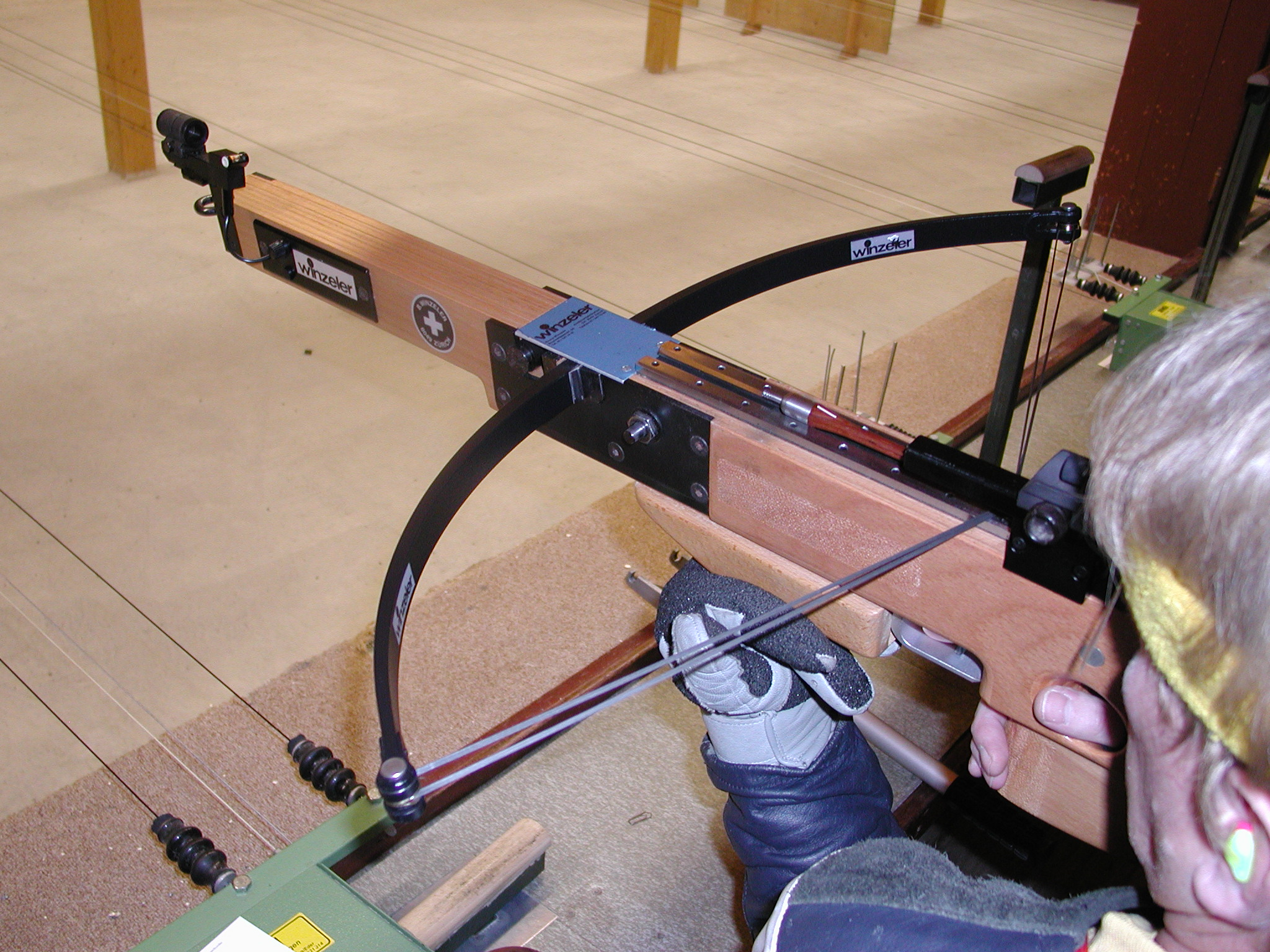
Ett targetarmborst

Armborstskyttet i Sverige är idag en liten sport med ett tjugotal föreningar alla knutna till det nationella förbundet Svenska Armborstunionen (SAU). Armborstskyttet delas in i följande klasser: 
- Historisk: Historiskt korrekta kopior i utseende och material, riktmedel tillåtna om de finns på förlagan.
- Medeltid: Armborst gjord efter medeltida förlaga utan riktmedel (vissa moderna anpassningar och material är tillåtna).
- Sporting: Fabrikstillverkade armborst med valfritt sikte.
- Target: (fram till 2011 benämnd som Field): Specialbyggda armborst med dioptersikte.
- Pistol: Moderna pistolarmborst som skjuts med en hand.

De vanligaste tävlingarna kan grupperas i taveltävlingar (utomhus och inomhus) och jaktstig (skogsrunda där skyttarna skjuter på 2D eller 3D mål på för skyttarna okända avstånd). Sedan 2007 får SAU dela ut Riksidrottsförbundets mästerskapstitlar (SM) och även för juniorer (JSM). I armborstskytte tävlar damer och herrar tillsammans, liksom flickor och pojkar.
Armborst är idag ett vapen för vilket det krävs licens för att inneha. För att få licens på armborst måste man vara aktiv skytt i en skytteförening som är ansluten till Svenska Armborstunionen. Armborst får dessutom bara användas för målskjutning.

### Tävlingsformer
Vid armborstskytte i dag används flera olika tävlingsformer. Följande tävlingsformer är de vanligaste och i dessa noteras svenska rekord.
- (y)R90/x (z): Specialvariant av R180 där man bara räknar färgerna (så den tioringade tavlan blir "femringad"). Vitt 1p, svart 2p, blå 3p, röd 4p och gul 5p.
- (y)R180/x (z): en serie med 18 pilar på tioringad tavla (ofta fördelade med 6 pilar på vardera tre olika avstånd).
- (y)R200/x (z): En serie à 20 pilar på tioringad tavla på givet avstånd.
- (y)R300/x (z): En serie à 30 pilar på tioringad tavla på givet avstånd.
- (y)R600/x (z): En serie à 20 pilar på tioringad tavla (ofta fördelade med 30 pilar på vardera tre olika avstånd, det är framför allt sportingskyttar som använder denna tävlingsform)
- R600(i)/40 (z): Inomhusserie, två serier om 30 pilar på tioringad tavla 40cm (alt 25cm "trespot"). Avståndet är 18 m för alla klasser.
- (y)R900/x (z): En serie à 90 pilar på tioringad tavla (ofta fördelade med 30 pilar på vardera tre olika avstånd).
- (y)R1200/x (z): Två R600 serier.
- (y)R1800/x (z): Två R900 serier.
- 3D: En skogsrunda med mellan 15 och 30 tredimensionella mål. Alla mål har en hjärtring värd 10 poäng, en lungring värd 8 poäng och en kropp värd 5 poäng. Field och sporting har sina mål på max 45 m håll och medeltidarna på max 25 m.

"X" står för tavelstorleken i cm fastställd av FITA (Internationella bågskytteförbundet, Fédération Internationale de Tir à l’Arc, numera WA, World Archery) eller av WCSA (World Crossbow Shooting Association). "Y" anger vilken klass som tävlingen gäller: m=medeltid, h=historisk, t=Target, s=sporting och p=pistol. Z står för det avstånd som gäller står flera siffror (till exempel 20, 30 och 40 m) så skall maxpoängen delas lika mellan avstånden. De vanligaste skjutavstånden utomhus är för medeltid: 20, 30 och 40 m, sporting 35, 45 och 55 m, target 45, 55 och 65 m och pistol 10 m (skjuts inomhus).